# RETTmobil

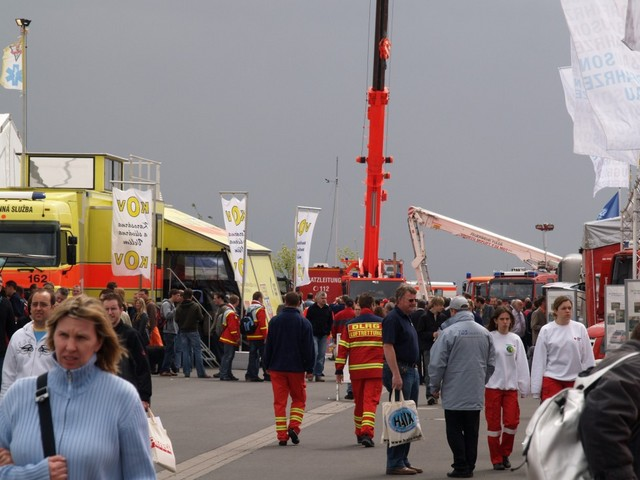
Rettmobil 2007

Die RETTmobil ist die seit 2001 jährlich in Fulda stattfindende europäische Leitmesse für Rettung und Mobilität, zu aktueller Feuerwehr- und Notfallmedizin-Technik sowie Einsatzfahrzeugen des Rettungsdienstes. Daneben sind Hilfsorganisationen und Berufsverbände vertreten. Im Jahr 2019 waren 545 Aussteller aus 20 Nationen vertreten, 30.619 Besucher besuchten die 20 Hallen der 19. Auflage der Messe.
Neben der Ausstellung findet ein Kongress mit aktuellen notfallmedizinischen Themen statt. Weiter zeigen Feuerwehr, Rettungsdienst und Bundeswehr Schauvorführungen.

## Veranstaltungen
- 2014: Die Messe fand vom 14. bis 16. Mai statt. Es gab Vorträge, Seminare und Workshops zu Themen wie „Katastropheneinsätze“ oder „Unfälle mit Kindern“. Die Messe wurde von 25.250 Besuchern aus dem Fachbereich des Rettungswesens besucht. Im Jahr zuvor waren es 24.325 Besucher. Dementsprechend zogen die Veranstalter eine positive Bilanz. Über 70 Journalisten waren für die Messe akkreditiert. Dabei waren nicht nur nationale Medien vertreten, sondern auch Pressevertreter aus der Schweiz, Schweden und Großbritannien.[2] Als besonderes Highlight stellte Mercedes-Benz die Verwendung des QR-Codes im Fahrzeug vor. Bei diesem System wird von den Rettungskräften der QR-Code gescannt und alle Informationen zum Fahrzeug, welche für die Rettung relevant sind, werden abgerufen. Darüber hinaus waren noch namhafte Autohersteller wie Opel, Volkswagen und BMW auf der Messe zu finden.[3]
- 2015: Die Messe fand vom 6. bis 8. Mai statt.
- 2018: Die Messe fand vom 16. bis 18. Mai statt. Schirmherr der Messe war Frank-Jürgen Weise. Ein Highlight waren die Vorführungen der Feuerwehr Fulda. So wurde das Szenario „Befreiung aus Zwangslagen mit hydraulischen und pneumatischen Rettungsgeräten“ nicht wie üblich an alten Fahrzeugen, sondern an Neuwagen und einem Erlkönig (Auto) gezeigt.
- 2019: Die Die Messe fand im Mai statt.
- 2020: Die Messe sollte vom 13. bis 15. Mai stattfinden, wurde aber am 13. März 2020 aufgrund der COVID-19-Pandemie abgesagt wird.[4]